# Malekpur
Malekpur (en népalais : मलेकपुर) est un comité de développement villageois du Népal situé dans le district de Saptari. Au recensement de 2011, il comptait 6 601 habitants.